# Yvan Yagan
Yvan Yagan (Armeens: Իվան Յագան) (Brussel, 11 oktober 1989) is een Armeens-Belgisch voetballer. Yagan is een aanvaller. Hij is de broer van Ben Yagan.

## Clubcarrière
Yagan speelde in de jeugd bij meerdere Brusselse clubs. In 2005 kwam hij uiteindelijk bij White Star Woluwe terecht. Na twee seizoenen in Derde klasse versierde hij een transfer naar eersteklasser Sporting Lokeren, maar daar kwam hij slechts aan één competitiewedstrijd. Ook tijdens een uitleenbeurt aan Sporting Charleroi kon hij zijn stempel niet drukken. Yagan keerde in 2012 dan maar terug naar White Star, inmiddels gepromoveerd naar Tweede klasse.
Yagan stak zijn neus pas opnieuw aan het venster bij Racing Mechelen, waar hij 11 goals scoorde voor de winterstop. Toenmalig tweedeklasser Sint-Truidense VV kocht hem toen na zes maanden over, maar Yagan brak niet door op Stayen. Na zijn korte verblijf begon Yagan plots wél vlot te scoren: eerst voor Cercle Brugge (22 competitiegoals), dan voor Lierse SK (11 competitiegoals). Na het faillissement van Lierse kreeg hij dan ook opnieuw een kans in Eerste klasse: KAS Eupen haalde de toen 28-jarige aanvaller transfervrij op op het Lisp. Daar bleef hij slechts één seizoen.
Na een avontuur bij het Finse IFK Mariehamn haalde RWDM hem in augustus 2020 terug naar België. Yagan begon uitstekend bij RWDM: in zijn eerste vijf competitiewedstrijden scoorde hij vier keer, waaronder in de met 3-1 gewonnen derby tegen Union Sint-Gillis op de vijfde competitiespeeldag, maar naarmate het seizoen vorderde raakte hij steeds meer buiten beeld. Op 5 april 2021 raakte bekend dat hij na het seizoen zou overstappen naar Lierse Kempenzonen.

## Clubstatistieken[4]
| seizoen | club                 | Land    | klasse             | wedstr | goals |
| ------- | -------------------- | ------- | ------------------ | ------ | ----- |
| 2008/09 | WS Woluwe            | België  | Derde klasse B     | 16     | 2     |
| 2009/10 | WS Woluwe            | België  | Derde klasse B     | 32     | 4     |
| 2010/11 | Sporting Lokeren     | België  | Jupiler League     | 1      | 0     |
| 2011/12 | → Sporting Charleroi | België  | Tweede Klasse      | 18     | 2     |
| 2012/13 | WS Woluwe            | België  | Tweede Klasse      | 30     | 4     |
| 2013/14 | WS Woluwe            | België  | Tweede Klasse      | 5      | 0     |
| 2013/14 | KSK Heist            | België  | Tweede Klasse      | 8      | 1     |
| 2014/15 | Racing Mechelen      | België  | Tweede Klasse      | 23     | 11    |
| 2014/15 | Sint-Truidense VV    | België  | Tweede Klasse      | 4      | 0     |
| 2015/16 | Cercle Brugge        | België  | Tweede Klasse      | 31     | 9     |
| 2016/17 | Cercle Brugge        | België  | Eerste klasse B    | 34     | 13    |
| 2017/18 | Lierse SK            | België  | Eerste klasse B    | 32     | 11    |
| 2018/19 | KAS Eupen            | België  | Jupiler Pro League | 5      | 0     |
| 2020    | IFK Mariehamn        | Finland | Veikkausliiga      | 4      | 0     |
| 2020/21 | RWDM                 | België  | Eerste klasse B    | 17     | 4     |
| 2021/22 | Lierse Kempenzonen   | België  | Eerste klasse B    | 0      | 0     |
|         |                      |         | Totaal             | 253    | 58    |

## Interlandcarrière
Yagan maakte op 29 mei 2018 zijn debuut voor Armenië. Hij scoorde bij zijn internationaal debuut tegen Malta ook meteen zijn eerste interlanddoelpunt.
1 Lathouwers ·
3 Halilou ·
4 Doudaev ·
5 De Sart ·
6 Halifa ·
7 Montes ·
8 Abe ·
9 Parzyszek ·
10 Robail ·
11 Ziani ·
15 Laâziri ·
17 Barry ·
20 Poku ·
21 Marsoni ·
22 Soelle Soelle ·
23 Del Piage ·
26 Kestens ·
28 Hubert ·
29 Maurer ·
30 Baghli ·
31 Dodeigne ·
43 Sousa ·
49 Sapata ·
51 Preijs ·
53 Messad-Kouchiche ·
60 Awudu ·
70 Nkurunziza ·
77 Biron ·
83 Lemmens ·
84 El Arouch ·
99 Benjdida ·
Coach: Ferrera
· Assistent-coach: Baherlé
· Assistent-coach: De Camargo